# Skitławki
Skitławki (niem. Skittlauken) – wieś w Polsce położona na Pojezierzu Iławskim w województwie warmińsko-mazurskim, w powiecie iławskim, w gminie Zalewo, nad północno-wschodnim krańcem jeziora Jeziorak.
W latach 1975–1998 miejscowość administracyjnie należała do województwa olsztyńskiego.
Wieś wzmiankowana w dokumentach z roku 1379, jako wieś pruska na 8 włókach. Pierwotna nazwa Skethelawken. W roku 1782 we wsi odnotowano 7 domów (dymów), natomiast w 1858 w pięciu gospodarstwach domowych było 48 mieszkańców. W latach 1937–39 było 34 mieszkańców. W roku 1973 jako majątek Sitławki należały do powiatu morąskiego, gmina Zalewo, poczta Boreczno.